# Breviodon
Breviodon és un gènere extint de mamífers perissodàctils del subordre dels ceratomorfs, de vegades classificat entre els lofialètids, que visqueren a Àsia durant l'Eocè, fa entre 33,9 i 56 milions d'anys. Se n'han trobat restes fòssils al Kazakhstan, Mongòlia i la República Popular de la Xina. Es caracteritzen per la seva mida diminuta, l'absència de les dues primeres dents premolars inferiors, la grandària de les canines i l'amplada del diastema que les segueix. El nom genèric Breviodon significa ‘dent curta’ i es refereix a la curtesa del rengle de les dents.